# Chungcheong Settentrionale
La provincia del Chungcheong Settentrionale (Chungcheongbuk-do; 충청북도; 忠淸北道) è una delle suddivisioni amministrative della Corea del Sud.
Venne creata nel 1896 insieme alla provincia del Chungcheong Meridionale dalla divisione della precedente provincia di Chungcheong.
La capitale è Cheongju.

## Geografia antropica

### Suddivisioni amministrative
Il Chungcheong Settentrionale è suddiviso in 3 città (si) e 8 contee (gun).

#### Città
| - Cheongju (청주시, 淸州市, capoluogo) | - Chungju (충주시, 忠州市) | - Jecheon (제천시, 堤川市) |

#### Contee
| - Contea di Danyang (단양군, 丹陽郡) - Contea di Eumseong (음성군, 陰城郡) - Contea di Goesan (괴산군, 槐山郡) - Contea di Jeungpyeong (증평군; 曾坪郡) | - Contea di Jincheon (진천군, 鎭川郡) - Contea di Okcheon (옥천군, 沃川郡) - Contea di Boeun (보은군, 報恩郡) - Contea di Yeongdong (영동군, 永同郡) |